# Dossier Odessa (film)
Dossier Odessa (The Odessa File) è un film del 1974 diretto da Ronald Neame.
Il soggetto è tratto dall'omonimo romanzo di Frederick Forsyth. 
Si tratta di una co-produzione anglo-tedesca (Germania Occidentale), girato prevalentemente in Germania.
La canzone natalizia usata per i titoli iniziali del film, Christmas Dream, è cantata dal celebre cantante Perry Como.

## Trama
Amburgo, novembre 1963: il giovane e aitante Peter Miller vive modestamente come giornalista free lance in perenne attesa di uno scoop che gli consenta il salto di qualità, quando la sera della morte del presidente statunitense John F. Kennedy, apprende del suicidio con il gas di un povero e anziano ebreo, venendo quindi in possesso del diario che il defunto ha lasciato, la cui lettura cambia per sempre la vita del giovane. L'anziano ex architetto Salomon Tauber narra la sua odissea di deportato a Riga, ove la moglie morì uccisa con i gas di scarico di un pullman appositamente attrezzato dal sadico comandante del campo, il famigerato ufficiale delle SS Eduard Roschmann, macchiatosi personalmente di numerosi delitti. L'uomo narra la sua testimonianza dell'uccisione a sangue freddo ad opera di Roschmann di un capitano della Wehrmacht, decorato con la massima onorificenza militare, che nel porto di Riga tentava di impedire l'appropriazione da parte delle SS e per scopi poco chiari, di una nave che avrebbe dovuto invece evacuare in Germania dei soldati tedeschi feriti sul fronte russo. La circostanza impressiona profondamente Miller, poiché egli sa che suo padre era appunto un capitano della Wehrmacht insignito con quella stessa decorazione, e morto proprio a Riga nella stessa data, sebbene ufficialmente per altra causa. Il diario di Tauber si conclude riportando la fuga di Roschmann alla fine della guerra e la sua nuova vita sotto falso nome, grazie all'aiuto di O.D.E.S.S.A., un'organizzazione segreta costituita da ex alti ufficiali delle SS, il cui scopo è consentire agli ex membri delle SS di rifarsi una vita e un'identità, in Germania come all'estero.
Miller decide di indagare, ma prima il suo editore, poi un suo amico commissario di polizia di Amburgo, lo sconsigliano ritenendo la cosa troppo rischiosa. Poi però Miller incontra un altro anziano ebreo sopravvissuto ai lager nazisti, amico del defunto Tauber: questi gli rivela che Tauber aveva visto Roschmann ad Amburgo di recente, libero e ricco; e forse è per questo che Tauber si è suicidato.
Convinto quindi che Roschmann e la Odessa siano una realtà, Miller prosegue da solo le sue indagini. Inesperto in attività spionistica, Miller agisce incautamente attirando l'attenzione dell'organizzazione nazista e rischiando di rimanere ucciso da un sicario dell'Odessa. L'attività di Miller si intreccia con quella dei servizi segreti israeliani, il Mossad, il quale cerca di impedire che una società elettronica tedesca fornisca al presidente egiziano Nasser la guida per i missili con i quali intende annientare lo Stato di Israele.
Contattato Simon Wiesenthal, a Vienna, che gli fornisce importanti dati, Miller è intercettato dal Mossad e convinto a infiltrarsi nell'organizzazione nazista, dopo un accurato addestramento. Spacciandosi per un ex appartenente alle SS bisognoso di assistenza, riesce a contattare l'organizzazione e viene inviato da un tipografo che ha fabbricato documenti falsi per molti membri dell'Odessa: con grave rischio, Miller riesce a recuperare dal tipografo l'elenco degli ex nazisti riciclati nell'organizzazione, completo di foto, dati anagrafici sia originali sia falsificati, e fra di questi vi è anche Roschmann, diventato nel frattempo stimato uomo d'affari. Miller decide di incontrare l'ex ufficiale per vendicare l'assassinio del padre e consegna alla fidanzata Sigi l'intero dossier dell'Odessa che nel frattempo ha raccolto, pregandola di divulgarlo se a lui accadesse qualcosa. Si reca quindi in casa di Roschmann e lo incontra, spiegandogli che ormai sa che è lui l'assassino di suo padre, a Riga, anni prima: e dicendogli che il suo intento non è di giustizia ma di vendetta, per una questione strettamente personale. In una colluttazione, Roschmann resta ucciso. Miller viene arrestato, ma con sua grande sorpresa viene scarcerato poco tempo dopo senza nessuna accusa a suo carico; scoprirà poi che ciò è stato possibile grazie alla fidanzata Sigi, la quale ha consegnato a Simon Wiesenthal il dossier sull'Odessa, comprovante l'appartenenza di moltissimi influenti personaggi della Germania Ovest: è stato quindi facile convincere le autorità tedesche a non procedere.
Il film si chiude con un Rabbi che recita le preghiere dei morti nel Yad Vashem, secondo le ultime volontà di Salomon Tauber, espresse nel suo diario.